# أحمد بوطالب
الفريق أحمد بوطالب (ولد 1941)، عسكري مغربي، والمفتش العام للقوات الجوية الملكية المغربية خلال حرب الرمال ضد الجزائر، وخلالها أكد قدراته، حتى أصبح محط اهتمام الاستخبارات الجزائرية،[بحاجة لمصدر] ليختاره الملك الحسن الثاني ليكون من بين ضباط الجيش المقربين منه.
بعد اندلاع الحرب بين الجيش المغربي والبوليساريو سنة 1976 اختير بوطالب ليكون من بين القادة العسكريين إلى جانب الجنرال أحمد الدليمي والجنرال عبد العزيز بناني، وبالفعل كان سلاح الجو المغربي متفوقا في جميع المعارك وحسم عددا منها، رغم أن الانفصاليين نجحوا في بعض المرات في إسقاط طائرات مقاتلة في جهة زمور والسمارة اعتمادا على خبرة الجيش الجزائري.[بحاجة لمصدر]

## صفاتـه
يوصف بوطالب بالجنرال الحكيم والهادئ، المختلف في توجهاته عن باقي الجنرالات، ربما بحكم تكوينه في المدارس الحربية الفرنسية والأمريكية. تدرج في القوات الجوية إلى أن عين من طرف الراحل الحسن الثاني مفتشا عاما لسلاح الجو، بل اختاره في عدة مرات لقيادة طائرته الخاصة. كلف في عهد محمد السادس بتطوير الدرع القوات الجوية الملكية المغربية، وإحداث قواعد جوية متنقلة في الصحراء، والانفتاح على القوات الأمريكية والتعاون معها، وبالفعل نجح في إقناع الأمريكيين بالموافقة على صفقة بيع 24 طائرة من نوع إف 16.